# شوكي هيراي
شوكي هيراي (باليابانية: 平井 将生) (4 ديسمبر 1987 في توكوشيما في اليابان – )؛ هو لاعب كرة قدم ياباني سابق كان يلعب كمهاجم.

## وصلات خارجية
- شوكي هيراي على موقع الاتحاد الدولي (مؤرشف)  (الإنجليزية)
- شوكي هيراي على موقع رابطة كرة القدم اليابانية للمحترفين (اليابانية)
- شوكي هيراي على موقع قاعدة بيانات كرة القدم.إي يو (الإنجليزية)
- شوكي هيراي على موقع Soccerway.com (الإنجليزية)
- شوكي هيراي على موقع عالم كرة القدم.نت (الإنجليزية)